# Máta dlouholistá
Máta dlouholistá (Mentha longifolia) je typickým druhem statné, vytrvalé byliny rodu máta, jehož rostliny jsou charakteristické vysokým obsahem silic z nichž obvykle převažuje mentol.

## Rozšíření
Vyrůstá, vyjma nejsevernějších oblastí, téměř po celé Evropě, na východě zasahuje až po pohoří na jihozápadě Asie a Himálaj, je domovem i na východě a jihu Afriky. Zavlečena byla mj. i do Severní Ameriky. V České republice se vyskytuje, mimo vyšších poloh, v termofytiku a mezofytiku téměř po celém území.
Jedná se o poměrně vlhkomilnou rostlinu vyrůstající nejčastěji blízko vodních toků kde obsazuje místa se zaplavovanou půdou, vlhké terénní sníženiny, zamokřené louky, břehy potoků kolem cest a místa v blízkosti vývěrů pramenů. Pro úspěšný růst potřebuje zásaditou, na živiny bohatou jílovitou nebo oglejenou půdu, daří se ji také v zemině s příměsí skeletu.

## Popis
Vytrvalá bylina s hranatými lodyhami vysokými 80 až 100 cm které vyrůstají z podzemního oddenku s až 20 cm dlouhými a 5 mm tlustými lysými výběžky. Přímá nebo u báze vystoupavá lodyha je ve spodní části lysá a v horní polovině, kde rozvětvuje, je porostlá šedými, dolu ohnutými jednoduchými krátkými chlupy (0,2 mm dlouhými) které bývají v oblasti uzlin několikanásobně delší. Lodyha porůstá vstřícně křižmostojnými listy přisedlými nebo s řapíky jen do 0,3 mm dlouhými. Jejich čepele bývají dlouhé 6 až 9 a široké 1,5 až 3 cm, jsou tvaru kopinatého neb obkopinatého, na bázi bývají uťaté nebo vykrojené a na konci špičaté. Svrchní strana, po obvodě pilovitě zubaté čepele, je světle zelená nebo šedozelená a je řídce porostlá jednoduchými chloupky obvykle ne delšími než 0,2 mm nebo je lysá. Na její spodní straně naopak hustě vyrůstají bělavé nebo našedlé chlupy dlouhé až 0,5 mm a mezi nimi mírně vystupuje žilnatina s 8 až 13 postranními žilkami. Lodyhy i listy jsou prosyceny výraznými vonnými esenciální oleje, (hlavně mentolem) které po rozemnutí výrazně voní (zapáchají). Silice jsou uloženy v buňkách na koncích žláznatých trichomů.
Světle fialové až narůžovělé květy s kratičkými stopkami, porostlými nazpět zahnutými jednoduchými chlupy, vyrůstají z úžlabí drobných, čárkovitých listenů a jsou seskupeny do hustých květenství lichoklasů o délce obvykle 4 až 5 cm. Květ má trvalý, pětičetný, krátký trubkovitý kalich okolo 2 mm dlouhý a ten je rozčleněn do třetiny až poloviny délky na čtyři trojúhelníkovité cípy hustě porostlé asi 0,4 mm dlouhými chlupy. Desetižilná kališní trubka má lysé ústí, ale po povrchu je hustě porostlá kratičkými chlupy. Čtyřcípá světle fialová až bělavě růžová koruna s trubkou asi 2 mm dlouhou je okolo 4 mm velká, má podlouhlé tupé laloky, horní je širší a má na konci zářez. Z koruny vystupují na stejně dlouhých tyčinkách čtyři prašníky. Z lysého semeníku vyrůstá čnělka s rozeklanou bliznou.
Entomogamické květy produkující hodně nektaru rozkvétají od července do září. Plodem jsou asi 0,7 mm dlouhé, hnědě zbarvené tvrdky s výrazně síťovaným povrchem. Tvrdky i oddenky slouží k rozmnožování, mnohdy tak rostliny na vhodném místě vytvářejí celé kolonie. Počet chromozómů je 2n = 24.

## Význam
Máta dlouholistá se nejčastěji pěstuje v květinových zahradách jako ozdobná rostlina, v čase pozdního léta působí velice zdobně svými klasy plnými drobných kvetoucích kvítků a láká dostatkem nektaru hlavně motýly. V porovnání s jinými druhy máty neobsahuje tato rostlina éterických olejů velké množství a proto se obvykle průmyslově nevyužívá.

## Taxonomie
Na tak rozlehlém areálu výskytu se tento druh vydělil do mnoha morfologicky vyhraněných typů uváděných obvykle jako poddruhy, jejich počet (zhruba okolo deseti) doposud není ustálen. Ve Střední Evropě je původní pouze nominátní poddruh:
- Máta dlouholistá pravá Mentha longifolia subsp. longifolia

Máta dlouholistá se často, stejně jako mnohé další druhy máty, mezidruhově spontánně kříží. V Česku vyrůstají samovolně nebo jsou pěstováni někteří její kříženci. Jsou to např.:
- Máta křovištní (Mentha ×dumetorum) Schult. (M. aquatica × M. longifolia)
- Máta dalmatská (Mentha ×dalmatica) Tausch (M. arvensis × M. longifolia)

nebo neofytická
- Máta hebká (Mentha ×niliaca) Juss. ex Jacq. (M. longifolia × M. suaveolens)[4][6][7]

## Další poddruhy
- Mentha longifolia subsp. caucasica Briq.
- Mentha longifolia subsp. hymalaiensis Briq.
- Mentha longifolia subsp. minutiflora (Borbás ex A. Kern.) Briq.
- Mentha longifolia subsp. noeana (Briq.) Briq.
- Mentha longifolia subsp. polyadenia (Briq.) Briq.
- Mentha longifolia subsp. schimperi (Briq.) Briq.
- Mentha longifolia subsp. typhoides (Briq.) Harley
- Mentha longifolia subsp. wissii (Launert) Codd[8]